# Anfibi del Madagascar
La popolazione degli anfibi del Madagascar è costituita esclusivamente da specie appartenenti all'ordine degli Anura.

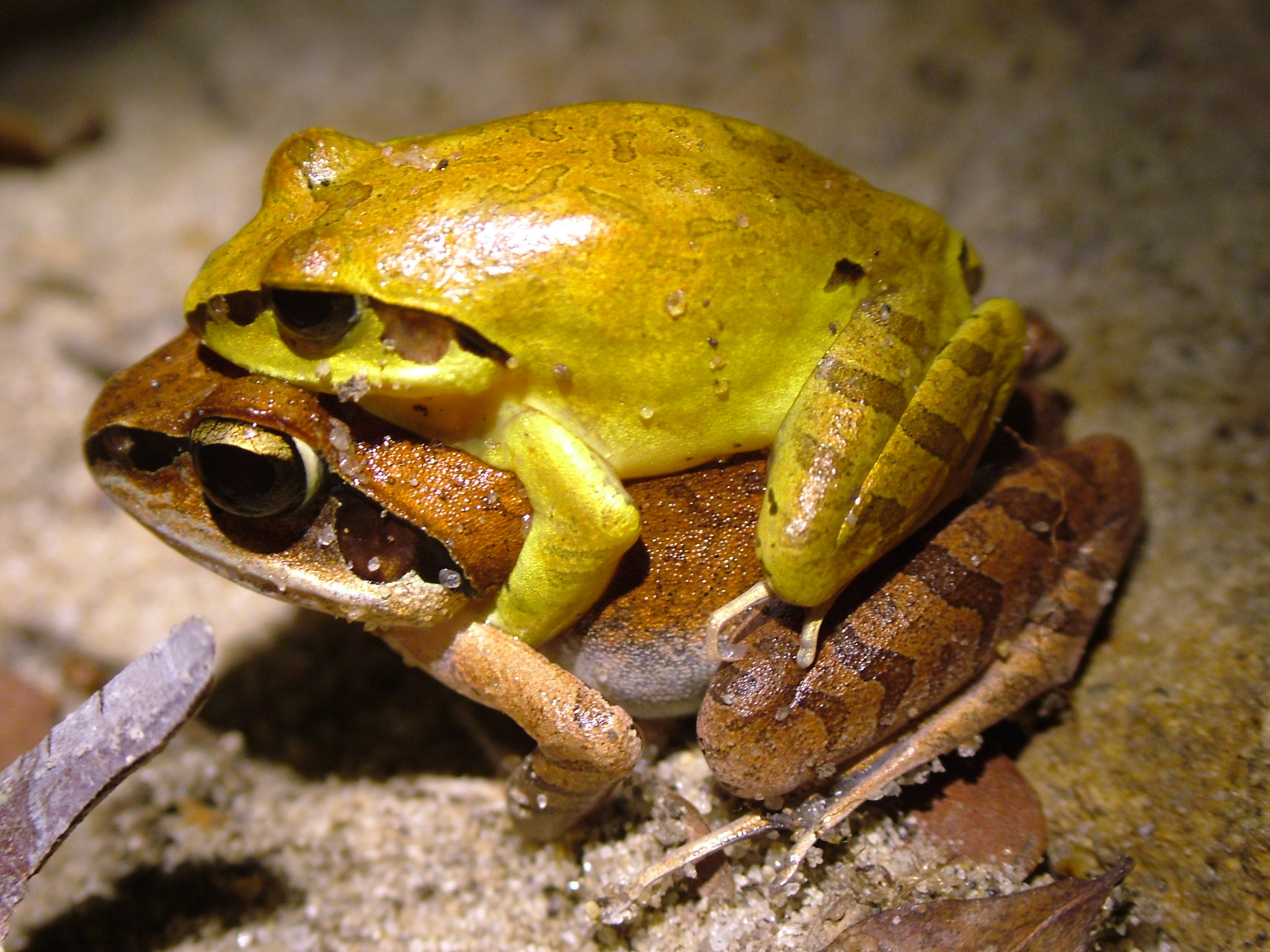
Aglyptodactylus laticeps in accoppiamento

Le specie note sono 374, ma si presume che ne esistano ancora molte non classificate.
Appartengono a sei diverse famiglie: Bufonidae (1 specie), Hyperoliidae (11 specie), Mantellidae (232 specie), Microhylidae (128 specie), Dicroglossidae (1 specie) e Ptychadenidae (1 specie).
La quasi totalità delle specie sono endemiche tranne tre, di cui una (Ptychadena mascareniensis) è ampiamente presente anche nell'Africa subsahariana, mentre le altre due (Hoplobatrachus tigerinus e Duttaphrynus melanostictus) sono specie asiatiche introdotte dall'uomo.
Le specie minacciate di estinzione sono 76, di cui 17 considerate dalla IUCN in pericolo critico.
I pericoli maggiori sono rappresentati dalle alterazioni dell'habitat, dovute alla deforestazione e all'espansione delle risaie e dei villaggi, e, in misura minore, dal commercio clandestino internazionale.

## Bufonidae
| Specie                     | Status IUCN |  |
| Duttaphrynus melanostictus |             |  |

## Hyperoliidae
| Specie                       | Status IUCN |  |
| Heterixalus alboguttatus     |             |  |
| Heterixalus andrakata        |             |  |
| Heterixalus betsileo         |             |  |
| Heterixalus boettgeri        |             |  |
| Heterixalus carbonei         |             |  |
| Heterixalus luteostriatus    |             |  |
| Heterixalus madagascariensis |             |  |
| Heterixalus punctatus        |             |  |
| Heterixalus rutenbergi       |             |  |
| Heterixalus tricolor         |             |  |
| Heterixalus variabilis       |             |  |

## Mantellidae

### Boophinae
| Specie                    | Status IUCN |  |
| Boophis albilabris        |             |  |
| Boophis albipunctatus     |             |  |
| Boophis andohahela        |             |  |
| Boophis andrangoloaka     |             |  |
| Boophis andreonei         |             |  |
| Boophis anjanaharibeensis |             |  |
| Boophis ankarafensis      |             |  |
| Boophis ankaratra         |             |  |
| Boophis arcanus           |             |  |
| Boophis asquithi          |             |  |
| Boophis axelmeyeri        |             |  |
| Boophis baetkei           |             |  |
| Boophis blommersae        |             |  |
| Boophis boehmei           |             |  |
| Boophis boppa             |             |  |
| Boophis bottae            |             |  |
| Boophis brachychir        |             |  |
| Boophis burgeri           |             |  |
| Boophis calcaratus        |             |  |
| Boophis doulioti          |             |  |
| Boophis elenae            |             |  |
| Boophis englaenderi       |             |  |
| Boophis entingae          |             |  |
| Boophis erythrodactylus   |             |  |
| Boophis fayi              |             |  |
| Boophis feonnyala         |             |  |
| Boophis goudotii          |             |  |
| Boophis guibei            |             |  |
| Boophis haematopus        |             |  |
| Boophis haingana          |             |  |
| Boophis idae              |             |  |
| Boophis jaegeri           |             |  |
| Boophis laurenti          |             |  |
| Boophis liami             |             |  |
| Boophis lichenoides       |             |  |
| Boophis lilianae          |             |  |
| Boophis luciae            |             |  |
| Boophis luteus            |             |  |
| Boophis madagascariensis  |             |  |
| Boophis majori            |             |  |
| Boophis mandraka          |             |  |
| Boophis marojezensis      |             |  |
| Boophis masoala           |             |  |
| Boophis miadana           |             |  |
| Boophis microtympanum     |             |  |
| Boophis miniatus          |             |  |
| Boophis narinsi           |             |  |
| Boophis obscurus          |             |  |
| Boophis occidentalis      |             |  |
| Boophis opisthodon        |             |  |
| Boophis pauliani          |             |  |
| Boophis periegetes        |             |  |
| Boophis picturatus        |             |  |
| Boophis piperatus         |             |  |
| Boophis popi              |             |  |
| Boophis praedictus        |             |  |
| Boophis pyrrhus           |             |  |
| Boophis quasiboehmei      |             |  |
| Boophis rappiodes         |             |  |
| Boophis reticulatus       |             |  |
| Boophis rhodoscelis       |             |  |
| Boophis roseipalmatus     |             |  |
| Boophis rufioculis        |             |  |
| Boophis sambirano         |             |  |
| Boophis sandrae           |             |  |
| Boophis schuboeae         |             |  |
| Boophis septentrionalis   |             |  |
| Boophis sibilans          |             |  |
| Boophis solomaso          |             |  |
| Boophis spinophis         |             |  |
| Boophis tampoka           |             |  |
| Boophis tasymena          |             |  |
| Boophis tephraeomystax    |             |  |
| Boophis tsilomaro         |             |  |
| Boophis ulftunni          |             |  |
| Boophis viridis           |             |  |
| Boophis vittatus          |             |  |
| Boophis williamsi         |             |  |
| Boophis xerophilus        |             |  |

### Laliostominae
| Specie                           | Status IUCN |  |
| Aglyptodactylus australis        |             |  |
| Aglyptodactylus chorus           |             |  |
| Aglyptodactylus inguinalis       |             |  |
| Aglyptodactylus laticeps         |             |  |
| Aglyptodactylus madagascariensis |             |  |
| Aglyptodactylus securifer        |             |  |
| Laliostoma labrosum              |             |  |

### Mantellinae
| Specie                        | Status IUCN |  |
| Blommersia angolafa           |             |  |
| Blommersia blommersae         |             |  |
| Blommersia dejongi            |             |  |
| Blommersia domerguei          |             |  |
| Blommersia galani             |             |  |
| Blommersia grandisonae        |             |  |
| Blommersia kely               |             |  |
| Blommersia sarotra            |             |  |
| Blommersia variabilis         |             |  |
| Blommersia wittei             |             |  |
| Boehmantis microtympanum      |             |  |
| Gephyromantis ambohitra       |             |  |
| Gephyromantis angano          |             |  |
| Gephyromantis asper           |             |  |
| Gephyromantis atsingy         |             |  |
| Gephyromantis blanci          |             |  |
| Gephyromantis boulengeri      |             |  |
| Gephyromantis ceratophrys     |             |  |
| Gephyromantis cornutus        |             |  |
| Gephyromantis corvus          |             |  |
| Gephyromantis decaryi         |             |  |
| Gephyromantis eiselti         |             |  |
| Gephyromantis enki            |             |  |
| Gephyromantis granulatus      |             |  |
| Gephyromantis grosjeani       |             |  |
| Gephyromantis hintelmannae    |             |  |
| Gephyromantis horridus        |             |  |
| Gephyromantis kintana         |             |  |
| Gephyromantis klemmeri        |             |  |
| Gephyromantis leucocephalus   |             |  |
| Gephyromantis leucomaculatus  |             |  |
| Gephyromantis lomorina        |             |  |
| Gephyromantis luteus          |             |  |
| Gephyromantis mafy            |             |  |
| Gephyromantis malagasius      |             |  |
| Gephyromantis marokoroko      |             |  |
| Gephyromantis moseri          |             |  |
| Gephyromantis pedronoi        |             |  |
| Gephyromantis plicifer        |             |  |
| Gephyromantis pseudoasper     |             |  |
| Gephyromantis ranjomavo       |             |  |
| Gephyromantis redimitus       |             |  |
| Gephyromantis rivicola        |             |  |
| Gephyromantis runewsweeki     |             |  |
| Gephyromantis salegy          |             |  |
| Gephyromantis saturnini       |             |  |
| Gephyromantis schilfi         |             |  |
| Gephyromantis silvanus        |             |  |
| Gephyromantis spiniferus      |             |  |
| Gephyromantis striatus        |             |  |
| Gephyromantis tahotra         |             |  |
| Gephyromantis tandroka        |             |  |
| Gephyromantis thelenae        |             |  |
| Gephyromantis tohatra         |             |  |
| Gephyromantis tschenki        |             |  |
| Gephyromantis ventrimaculatus |             |  |
| Gephyromantis verrucosus      |             |  |
| Gephyromantis webbi           |             |  |
| Gephyromantis zavona          |             |  |
| Guibemantis albolineatus      |             |  |
| Guibemantis albomaculatus     |             |  |
| Guibemantis annulatus         |             |  |
| Guibemantis bicalcaratus      |             |  |
| Guibemantis depressiceps      |             |  |
| Guibemantis diphonus          |             |  |
| Guibemantis flavobrunneus     |             |  |
| Guibemantis kathrinae         |             |  |
| Guibemantis liber             |             |  |
| Guibemantis methueni          |             |  |
| Guibemantis milingilingy      |             |  |
| Guibemantis pulcher           |             |  |
| Guibemantis punctatus         |             |  |
| Guibemantis tasifotsy         |             |  |
| Guibemantis timidus           |             |  |
| Guibemantis tornieri          |             |  |
| Guibemantis wattersoni        |             |  |
| Guibemantis woosteri          |             |  |
| Mantella aurantiaca           |             |  |
| Mantella baroni               |             |  |
| Mantella bernhardi            |             |  |
| Mantella betsileo             |             |  |
| Mantella cowanii              |             |  |
| Mantella crocea               |             |  |
| Mantella ebenaui              |             |  |
| Mantella expectata            |             |  |
| Mantella haraldmeieri         |             |  |
| Mantella laevigata            |             |  |
| Mantella madagascariensis     |             |  |
| Mantella manery               |             |  |
| Mantella milotympanum         |             |  |
| Mantella nigricans            |             |  |
| Mantella pulchra              |             |  |
| Mantella viridis              |             |  |
| Mantidactylus aerumnalis      |             |  |
| Mantidactylus albofrenatus    |             |  |
| Mantidactylus alutus          |             |  |
| Mantidactylus ambohimitombi   |             |  |
| Mantidactylus ambony          |             |  |
| Mantidactylus ambreensis      |             |  |
| Mantidactylus argenteus       |             |  |
| Mantidactylus atsimo          |             |  |
| Mantidactylus bellyi          |             |  |
| Mantidactylus betsileanus     |             |  |
| Mantidactylus biporus         |             |  |
| Mantidactylus bourgati        |             |  |
| Mantidactylus brevipalmatus   |             |  |
| Mantidactylus charlotteae     |             |  |
| Mantidactylus cowanii         |             |  |
| Mantidactylus curtus          |             |  |
| Mantidactylus delormei        |             |  |
| Mantidactylus femoralis       |             |  |
| Mantidactylus grandidieri     |             |  |
| Mantidactylus guttulatus      |             |  |
| Mantidactylus lugubris        |             |  |
| Mantidactylus madecassus      |             |  |
| Mantidactylus majori          |             |  |
| Mantidactylus melanopleura    |             |  |
| Mantidactylus mocquardi       |             |  |
| Mantidactylus multiplicatus   |             |  |
| Mantidactylus noralottae      |             |  |
| Mantidactylus opiparis        |             |  |
| Mantidactylus paidroa         |             |  |
| Mantidactylus pauliani        |             |  |
| Mantidactylus petakorona      |             |  |
| Mantidactylus radaka          |             |  |
| Mantidactylus schulzi         |             |  |
| Mantidactylus tricinctus      |             |  |
| Mantidactylus ulcerosus       |             |  |
| Mantidactylus zipperi         |             |  |
| Mantidactylus zolitschka      |             |  |
| Spinomantis aglavei           |             |  |
| Spinomantis beckei            |             |  |
| Spinomantis bertini           |             |  |
| Spinomantis brunae            |             |  |
| Spinomantis elegans           |             |  |
| Spinomantis fimbriatus        |             |  |
| Spinomantis guibei            |             |  |
| Spinomantis massi             |             |  |
| Spinomantis microtis          |             |  |
| Spinomantis mirus             |             |  |
| Spinomantis nussbaumi         |             |  |
| Spinomantis peraccae          |             |  |
| Spinomantis phantasticus      |             |  |
| Spinomantis tavaratra         |             |  |
| Tsingymantis antitra          |             |  |
| Wakea madinika                |             |  |

## Microhylidae

### Cophylinae
| Specie                         | Status IUCN |  |
| Anilany helenae                |             |  |
| Anodonthyla boulengerii        |             |  |
| Anodonthyla emilei             |             |  |
| Anodonthyla eximia             |             |  |
| Anodonthyla hutchisoni         |             |  |
| Anodonthyla jeanbai            |             |  |
| Anodonthyla montana            |             |  |
| Anodonthyla moramora           |             |  |
| Anodonthyla nigrigularis       |             |  |
| Anodonthyla pollicaris         |             |  |
| Anodonthyla rouxae             |             |  |
| Anodonthyla theoi              |             |  |
| Anodonthyla vallani            |             |  |
| Cophyla alticola               |             |  |
| Cophyla barbouri               |             |  |
| Cophyla berara                 |             |  |
| Cophyla cowanii                |             |  |
| Cophyla fortuna                |             |  |
| Cophyla grandis                |             |  |
| Cophyla karenae                |             |  |
| Cophyla laeta                  |             |  |
| Cophyla maharipeo              |             |  |
| Cophyla mavomavo               |             |  |
| Cophyla milloti                |             |  |
| Cophyla noromalalae            |             |  |
| Cophyla occultans              |             |  |
| Cophyla olgae                  |             |  |
| Cophyla phyllodactyla          |             |  |
| Cophyla pollicaris             |             |  |
| Cophyla puellarum              |             |  |
| Cophyla ranjomena              |             |  |
| Cophyla rava                   |             |  |
| Cophyla tetra                  |             |  |
| Cophyla tsaratananaensis       |             |  |
| Cophyla tuberifera             |             |  |
| Madecassophryne truebae        |             |  |
| Mini ature                     |             |  |
| Mini mum                       |             |  |
| Mini scule                     |             |  |
| Plethodontohyla alluaudi       |             |  |
| Plethodontohyla bipunctata     |             |  |
| Plethodontohyla brevipes       |             |  |
| Plethodontohyla fonetana       |             |  |
| Plethodontohyla guentheri      |             |  |
| Plethodontohyla inguinalis     |             |  |
| Plethodontohyla matavy         |             |  |
| Plethodontohyla mihanika       |             |  |
| Plethodontohyla notosticta     |             |  |
| Plethodontohyla ocellata       |             |  |
| Plethodontohyla tuberata       |             |  |
| Rhombophryne botabota          |             |  |
| Rhombophryne coronata          |             |  |
| Rhombophryne coudreaui         |             |  |
| Rhombophryne diadema           |             |  |
| Rhombophryne ellae             |             |  |
| Rhombophryne guentherpetersi   |             |  |
| Rhombophryne laevipes          |             |  |
| Rhombophryne longicrus         |             |  |
| Rhombophryne mangabensis       |             |  |
| Rhombophryne matavy            |             |  |
| Rhombophryne minuta            |             |  |
| Rhombophryne nilevina          |             |  |
| Rhombophryne ornata            |             |  |
| Rhombophryne proportionalis    |             |  |
| Rhombophryne regalis           |             |  |
| Rhombophryne savaka            |             |  |
| Rhombophryne serratopalpebrosa |             |  |
| Rhombophryne tany              |             |  |
| Rhombophryne testudo           |             |  |
| Rhombophryne vaventy           |             |  |
| Stumpffia achillei             |             |  |
| Stumpffia analamaina           |             |  |
| Stumpffia analanjirofo         |             |  |
| Stumpffia angeluci             |             |  |
| Stumpffia be                   |             |  |
| Stumpffia betampona            |             |  |
| Stumpffia contumelia           |             |  |
| Stumpffia davidattenboroughi   |             |  |
| Stumpffia diutissima           |             |  |
| Stumpffia dolchi               |             |  |
| Stumpffia edmondsi             |             |  |
| Stumpffia froschaueri          |             |  |
| Stumpffia fusca                |             |  |
| Stumpffia garraffoi            |             |  |
| Stumpffia gimmeli              |             |  |
| Stumpffia grandis              |             |  |
| Stumpffia hara                 |             |  |
| Stumpffia huwei                |             |  |
| Stumpffia iharana              |             |  |
| Stumpffia jeannoeli            |             |  |
| Stumpffia kibomena             |             |  |
| Stumpffia larinki              |             |  |
| Stumpffia madagascariensis     |             |  |
| Stumpffia makira               |             |  |
| Stumpffia maledicta            |             |  |
| Stumpffia mamitika             |             |  |
| Stumpffia megsoni              |             |  |
| Stumpffia meikeae              |             |  |
| Stumpffia miery                |             |  |
| Stumpffia miovaova             |             |  |
| Stumpffia nigrorubra           |             |  |
| Stumpffia obscoena             |             |  |
| Stumpffia pardus               |             |  |
| Stumpffia psologlossa          |             |  |
| Stumpffia pygmaea              |             |  |
| Stumpffia roseifemoralis       |             |  |
| Stumpffia sorata               |             |  |
| Stumpffia spandei              |             |  |
| Stumpffia staffordi            |             |  |
| Stumpffia tetradactyla         |             |  |
| Stumpffia tridactyla           |             |  |
| Stumpffia yanniki              |             |  |

### Dyscophinae
| Specie               | Status IUCN |  |
| Dyscophus antongilii |             |  |
| Dyscophus guineti    |             |  |
| Dyscophus insularis  |             |  |

### Scaphiophryninae
| Specie                         | Status IUCN |  |
| Paradoxophyla palmata          |             |  |
| Paradoxophyla tiarano          |             |  |
| Scaphiophryne boribory         |             |  |
| Scaphiophryne brevis           |             |  |
| Scaphiophryne calcarata        |             |  |
| Scaphiophryne gottlebei        |             |  |
| Scaphiophryne madagascariensis |             |  |
| Scaphiophryne marmorata        |             |  |
| Scaphiophryne matsoko          |             |  |
| Scaphiophryne menabensis       |             |  |
| Scaphiophryne obscura          |             |  |
| Scaphiophryne spinosa          |             |  |

## Dicroglossidae
| Specie                   | Status IUCN |  |
| Hoplobatrachus tigerinus |             |  |

## Ptychadenidae
| Specie                    | Status IUCN |  |
| Ptychadena mascareniensis |             |  |